# Seal Sanctuary
Seal Sanctuary (dosł. sanktuarium fok) – sieć trzech brytyjskich akwariów-fokariów; w rzeczywistości tylko jedno z nich ma w nazwie wyraz seal (ang. foka), a pozostałe sea life (ang. życie morskie).

## Placówki
1. National Seal Sanctuary w miejscowości Gweek (Kornwalia, Anglia),
2. The Hunstanton Sea Life Sanctuary w hrabstwie Norfolk (Anglia),
3. The Scottish Sea Life Sanctuary w miejscowości Oban (Szkocja).